# 茨城県道214号沼田下妻線

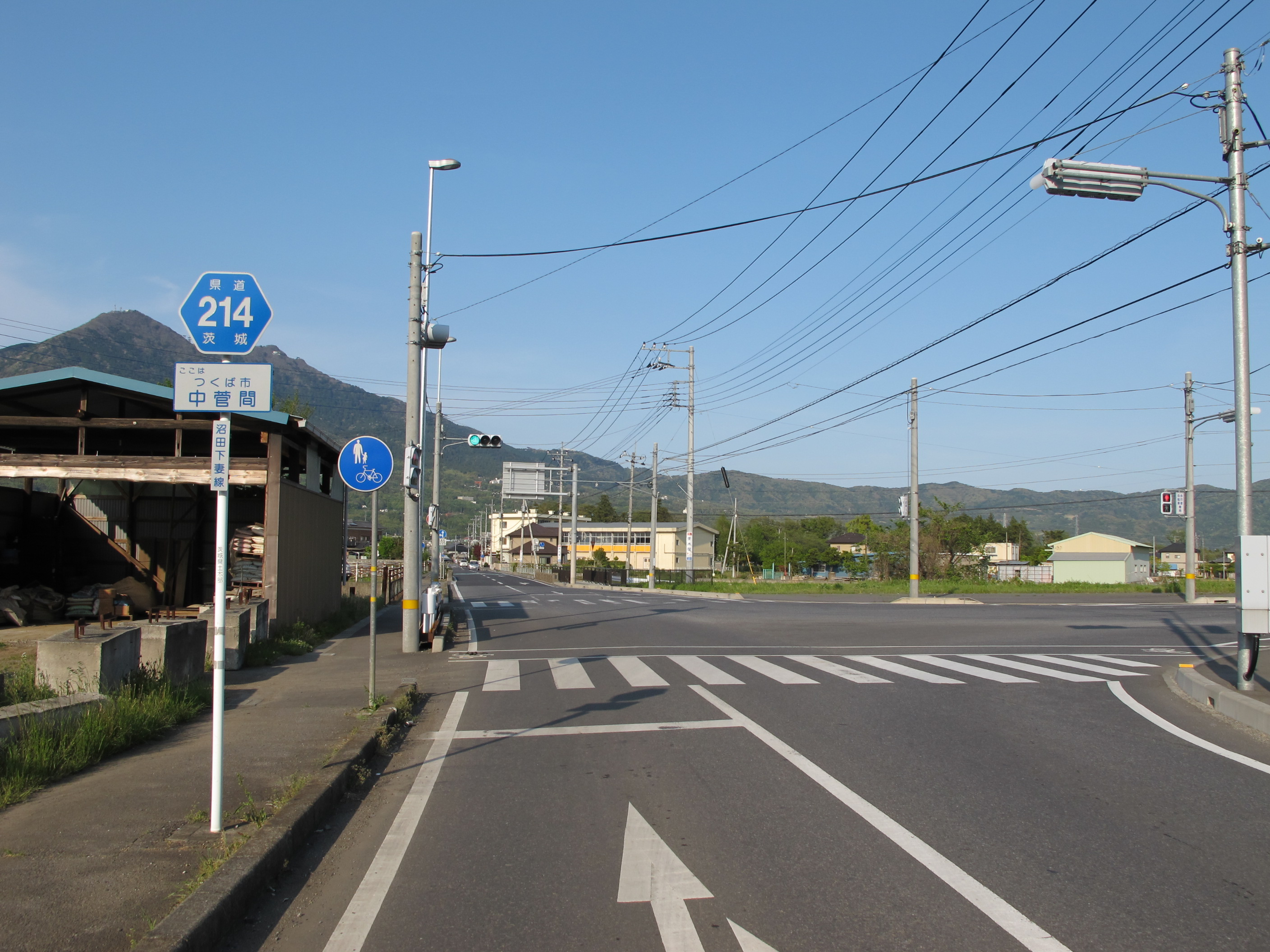
茨城県道214号沼田下妻線
つくば市中菅間（2014年4月）

茨城県道214号沼田下妻線（いばらきけんどう214ごう ぬまたしもつません）は、茨城県つくば市から下妻市に至る道路（一般県道）である。

## 概要
- 起点：茨城県つくば市大字国松字西八反田330番2（茨城県道14号筑西つくば線・茨城県道42号笠間つくば線交点、国松北交差点）[1]
- 終点：茨城県下妻市高道祖（国道125号交点、高道祖東交差点）[2]
- 総延長：6.042 km[3]
- 重用延長：なし[3]
- 未供用延長：なし[3]
- 実延長：6.042 km[3]
- 自動車交通不能区間延長[注釈 1]：なし[3]

## 歴史
1959年（昭和34年）10月14日、新たな県道として筑波郡筑波町大字沼田を起点とし、下妻市を終点とする区間を本路線とする県道沼田下妻線として茨城県が県道路線認定した。
1995年（平成7年）に整理番号214となり現在に至る。

### 年表
- 1923年（大正12年）4月1日：現在の路線の前身の下妻筑波線が路線認定される。[4]
- 1959年（昭和34年）10月14日：
  - 現在の路線が路線認定される（図面対照番号230）[5]。
  - 道路の区域は、筑波郡筑波町大字沼田の主要地方道下館北条線[注釈 2]分岐から下妻市高道祖町の二級国道佐原熊谷線[注釈 3]交点までと決定された[2]。
- 1985年（昭和60年）7月4日：筑波郡筑波町大字国松 - 同町大字中菅間の区間（1.142 km）を道路改良する区域決定[6]。
- 1986年（昭和61年）3月25日：筑波郡筑波町大字国松 - 同町大字中菅間の禊橋を含む新道（約0.9 km）が開通[7]。
- 1988年（昭和63年）3月7日：つくば市大字国松 - 同市大字中菅間の旧道ルート（824 m）が県道指定解除され、つくば市道へ降格。旧橋梁（郡道橋）は除外となり、起点が現在地に移る[1]。
- 1995年（平成7年）3月30日：整理番号286から現在の番号（整理番号214）に変更される[8]。
- 2016年（平成28年）6月30日：つくば市寺具 - 下妻市高道祖に道路改良バイパス（573 m）を建設する道路区域を指定[9]。
- 2024年（令和6年）3月27日：つくば市寺具 - 下妻市高道祖（国道124号交点）のバイパス (0.6 km) が開通する[10][11]。

## 路線状況
道路法の規定に基づき、以下の区間は緊急輸送道路として機能を維持するため、災害発生時の被害拡大防止を目的に道路用地内に新たに電柱を建てることが制限されている。
- つくば市国松（主要地方道筑西つくば線交差） - 同市中菅間（主要地方道筑西つくば線交差）[12]
- （株）田島屋 筑波倉庫 - 下妻市高道祖（県道赤浜谷田部線交差）[13]
- つくば市寺具 - 下妻市高道祖（国道125号交点）[14]

### 道路施設
- 禊橋（みそぎはし）（桜川、つくば市国松-上菅間）

## 地理

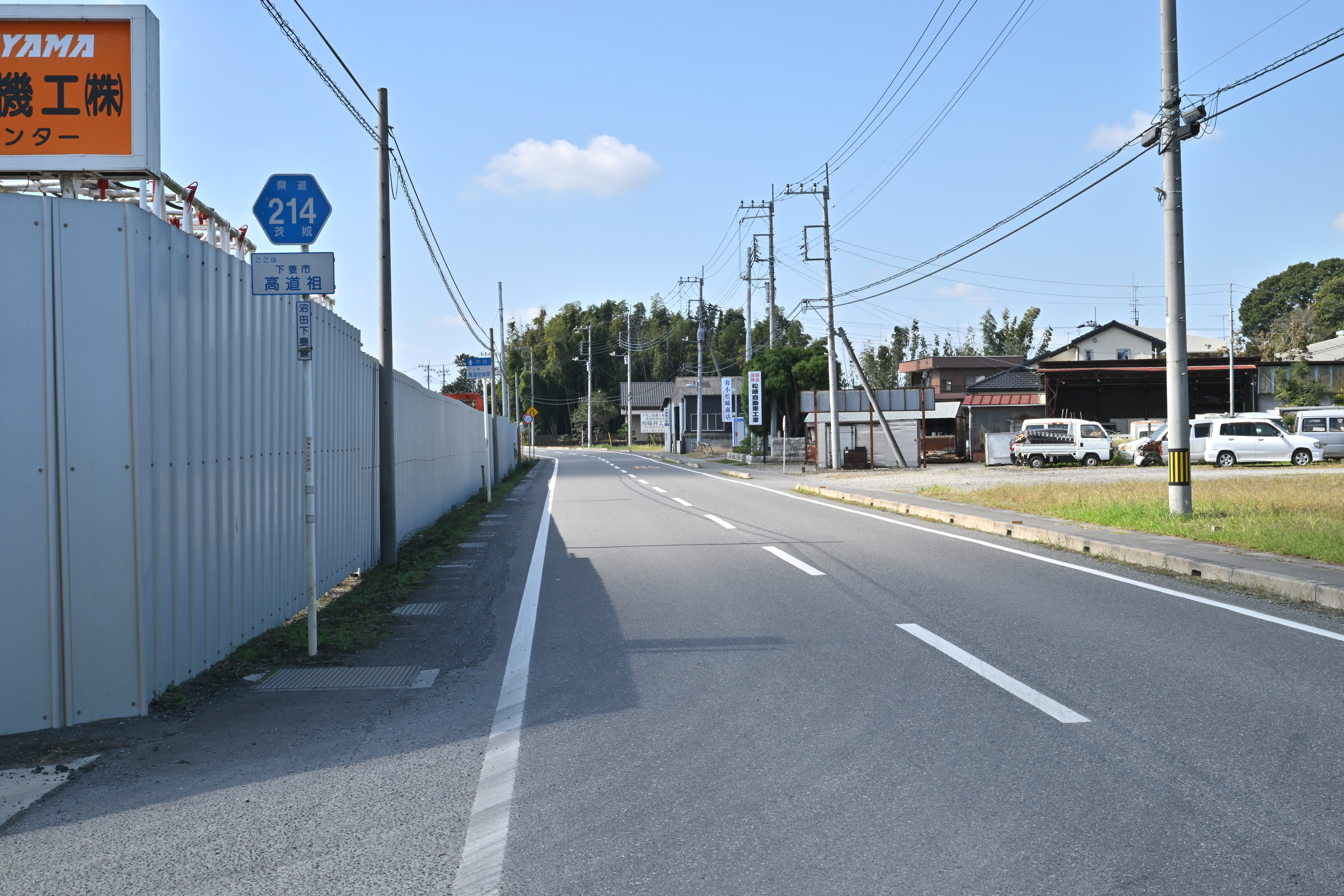
下妻市高道祖（2024年10月）

### 通過する自治体
- つくば市 - 下妻市

### 交差する道路
- 茨城県道・栃木県道45号つくば真岡線（つくば市洞下）
- 茨城県道133号赤浜谷田部線（下妻市高道祖）

### 沿線
- しもつま桜塚工業団地（下妻市桜塚）